# Eemslift Hendrika
Die Eemslift Hendrika ist ein 2015 in Dienst gestelltes Mehrzweckschiff des Typs HLV 4400, das im April 2021 vor der norwegischen Küste in Seenot geriet.

## Beschreibung
Das Schiff wurde unter der Baunummer 123 im Auftrag der Central Industry Group (CIG) auf der Werft Partner Stocznia in Police gebaut und am 11. Juni 2015 abgeliefert. Bis 2017 war das Schiff als Abis Esbjerg in Fahrt. Infolge der Insolvenz der Reederei ABIS Shipping im Jahr 2016 wurde das Schiff an Amasus Shipping verkauft und in Eemslift Hendrika umbenannt.
Die Eemslift Hendrika wird von der niederländischen Reederei Amasus Shipping betrieben und ist auf den Transport kleinerer Boote spezialisiert. Das Unternehmen hat seinen Hauptsitz in Delfzijl, dem Registerhafen des Frachters.

## Vorkommnisse
Im Juni 2015 kollidierte das Schiff mit dem 40 Meter langen Fischkutter Trui Van Hinte in der Nähe der niederländischen Hafenstadt Harlingen. Die Kollision verursachte einen etwa zwei Meter langen Riss im Rumpf des Kutters, aber er sank nicht.
Im November 2017 wurde die Eemslift Hendrika eingesetzt, um einen U-Boot-Nachbau von 64,8 m Länge für Dreharbeiten zur Fernsehserie Das Boot von Malta nach La Rochelle zu bringen. Der U-Boot-Nachbau war schon im Jahr 1980 bei den Dreharbeiten zum Kinofilm Das Boot zum Einsatz gekommen.
Am 5. April 2021 wurde um 10 Uhr ein Notruf vom Schiff gesendet, als es auf dem Weg von Bremerhaven nach Kolvereid war. Aufgrund des starken Seeganges war Ladung verrutscht und das Schiff drohte zu kentern. Acht von insgesamt zwölf Besatzungsmitgliedern wurden mit SAR-Hubschraubern zum Flughafen Ålesund auf der Insel Vigra evakuiert. Das Schiff befand sich etwa 60 Seemeilen westlich von Ålesund. Einige Stunden später erfolgte die vollständige Evakuierung des Schiffes. Eine Person wurde verletzt und kam in ein Krankenhaus. Die Eemslift Hendrika hatte 350 Tonnen Schweröl und 50 Tonnen Dieselkraftstoff an Bord. Ein an Deck verladenes Spezialfahrzeug für die Versorgung von Offshore-Aquakulturen riss sich infolge der Havarie los und ging über Bord. Dabei wurde der Kranausleger des hinteren Schiffskrans zerstört. Das Spezialfahrzeug wurde später treibend auf See gefunden und nach Florø geschleppt. Am 8. April 2021 wurde die Eemslift Hendrika nach Ålesund geschleppt. Die Bergung wurde von der Firma Smit Internationale durchgeführt.
In Ålesund wurde das Schiff entladen, umfangreich untersucht und Schäden behoben. Am 21. April 2021 verließ die Eemslift Hendrika Ålesund, um anschließend auf einer Werft in Harlingen repariert zu werden.